# Óbena
Óbena es un personaje de la mitología talamanqueña, de los pueblos bribri y cabécar.  
Óbena es uno de los Niños Huracanes, y el hijo mayor de Talá Yakela. Guía a sus hermanos a esconderse del señor Itsö, quien mató y devoró a su madre, la señora Ágata.